# ناسیونالیسم سیاه
ناسیونالیسم سیاهان نوعی ناسیونالیسم نژادی یا پان ناسیونالیسم است که از این باور که سیاه پوستان یک نژاد هستند حمایت می‌کند و به دنبال توسعه و حفظ هویت نژادی و ملی سیاه پوستان است. کنشگری ملی‌گرای سیاه پوستان حول توانمندسازی اجتماعی، سیاسی و اقتصادی جوامع و مردم سیاه پوست می‌چرخد، به ویژه برای مقاومت در برابر همسان سازی آنها با فرهنگ سفیدپوست (از طریق ادغام یا غیره)، و حفظ هویت متمایز سیاهان از دیگر نژادها.
ملی‌گرایان سیاه‌پوست معمولاً جدایی‌طلبی سیاه‌پوستان را ترویج می‌کنند، که معتقد است سیاه‌پوستان باید دولت ملی مجزا تشکیل دهند. بدون دستیابی به این هدف، برخی از جدایی طلبان سیاه پوست از رویکرد «ملت در یک ملت» استفاده می‌کنند و از درجات مختلف جدایی محلی حمایت می‌کنند. ملی گرایان سیاهپوست پان آفریقایی به‌طور مختلف از وحدت قاره آفریقا (با هدف دور شدن از ناسیونالیسم نژادی) یا وحدت فرهنگی در میان مهاجران آفریقایی حمایت می‌کنند که مستلزم بازگشت به آفریقا یا برقراری ارتباط پایدار بین کشورهای سیاه پوست آفریقایی و آمریکایی است. با رد جدایی‌طلبی سیاه‌پوستان، برخی از ملی‌گرایان سیاه‌پوست مستقر در ایالات متحده، ملت سیاه‌پوست را از نظر فرهنگی به‌عنوان بخشی از پلورالیسم آمریکا می‌دانند. برخی از ملی‌گرایان سیاه‌پوست برتری سیاه‌پوستان را ترویج می‌کنند که برتری سیاه‌پوستان را بر دیگر گروه‌های نژادی پیش‌بینی می‌کند. ملی‌گرایان سیاه‌پوست اغلب این اصطلاح و مقایسه با برتری‌طلبان سفیدپوست را رد می‌کنند و جنبش آنها را واکنشی ضد نژادپرستی به برتری سفیدپوستان و لیبرالیسم سفید کوررنگ را نژادپرست توصیف می‌کنند. منتقدان ملی‌گرایی سیاه‌پوستان استدلال می‌کنند که این ناسیونالیسم خشونت، خصومت نژادی و سایر اشکال تبعیض را ترویج می‌کند.
این جنبش در جامعه آفریقایی آمریکا در ایالات متحده به وجود آمد. در اوایل قرن بیستم، گاروییسم، که توسط مارکوس گاروی مستقر در ایالات متحده ترویج شد، ایده‌های ملی‌گرایانه سیاه‌پوستان را تقویت کرد. عقاید ناسیونالیستی سیاه‌پوستان همچنین بر جنبش اسلام سیاه، به‌ویژه بر گروه‌هایی مانند "ملت اسلام"، که توسط والاس فرد محمد بنیان‌گذاری شد، تأثیر گذاشت. در طول دهه ۱۹۶۰، ناسیونالیسم سیاهان بر حزب پلنگ سیاه و جنبش گسترده قدرت سیاه تأثیر گذاشت.

## تاریخ اولیه
مارتین دلانی (۱۸۱۲–۱۸۸۵)، یک آمریکایی آفریقایی‌تبار، مخالف با بردگی، مسلماً اولین طرفدار ناسیونالیسم سیاهان بود. دلانی را با شعار پان آفریقایی «آفریقا برای آفریقایی‌ها» نسبت می‌دهند.
با الهام از موفقیت انقلاب هائیتی، خاستگاه ناسیونالیسم سیاه‌پوست و بومی آفریقایی در اندیشه سیاسی در قرن نوزدهم و اوایل قرن بیستم با افرادی مانند مارکوس گاروی، بنجامین «پاپ» سینگلتون، هنری مک نیل ترنر، مارتین دلانی، هنری هایلند، گارنت، ادوارد ویلموت بلایدن، پل کاف و دیگران نهفته‌است. بازگرداندن بردگان آفریقایی-آمریکایی به لیبریا یا سیرالئون یکی از موضوعات رایج ملی‌گرای سیاه پوست در قرن نوزدهم بود. انجمن جهانی بهبود سیاهپوستان مارکوس گاروی در دهه‌های ۱۹۱۰ و ۱۹۲۰، قدرتمندترین جنبش ملی‌گرای سیاهپوست تا به امروز بود که میلیون‌ها عضو داشت. جنبش گاروی با مخالفت رهبران اصلی سیاهپوست مواجه شد و با اقدامات دولت سرکوب شد.
به گفته ویلسون جرمیا موزس، ناسیونالیسم سیاه‌پوستان به‌عنوان یک فلسفه می‌تواند از سه دوره مختلف بررسی شود و دیدگاه‌های ایدئولوژیکی مختلفی را برای آنچه که امروزه می‌توانیم ناسیونالیسم سیاهان در نظر بگیریم، به وجود آورد.
اولین دوره ناسیونالیسم سیاه‌پوستان پیش از کلاسیک زمانی آغاز شد که اولین آفریقایی‌ها به عنوان برده در دوره انقلاب آمریکا به قاره آمریکا آورده شدند.
دوره دوم ناسیونالیسم سیاهان پس از جنگ انقلاب آمریکا آغاز شد. این دوره به زمانی اشاره دارد که تعداد قابل توجهی از آفریقایی‌های تحصیل کرده در مستعمرات (به ویژه در نیوانگلند و پنسیلوانیا) از شرایط اجتماعی ناشی از ایده‌های روشنگری منزجر شده بودند. از این طرز تفکر، ظهور افرادی در جامعه سیاه پوستان بود که به دنبال ایجاد سازمان‌هایی بودند که سیاهان را متحد کند. هدف این سازمان‌ها، این بود که سیاه‌پوستان را دور هم جمع کنند تا بتوانند نگرانی‌های خود را بیان کنند و به پیشرفت جامعه خود کمک کنند. این شکل از تفکر را می‌توان در شخصیت‌های تاریخی مانند؛ پرنس هال، ریچارد آلن و ابسالوم جونز، جیمز فورتن، سایروس باستیل، ویلیام گری دید که سازمان‌هایی مانند لژهای فراماسونی آفریقایی، انجمن آزاد آفریقایی، و موسسات کلیسایی مانند کلیسای اسقفی آفریقایی را تأسیس کردند. این مؤسسات به‌عنوان پایه‌های اولیه برای توسعه سازمان‌های مستقل و مجزا برای سیاهپوستان عمل کردند. هدف آنها حمایت از سیاهانی بود که بارها از جوامع سفیدپوست و سازمان‌های دولتی کنار گذاشته شده بودند.
سومین دوره ناسیونالیسم سیاهپوستان در دوران پس از بازسازی آمریکا، به ویژه در میان محافل مختلف روحانیون آفریقایی-آمریکایی به وجود آمد. آمریکایی‌های آفریقایی‌تبار ظلم برده داری و جیم کرویسم را در ایالات متحده برای مدت طولانی تحمل کرده بودند. پدیده روحانی منجر به تولد شکل مدرنی از ناسیونالیسم سیاه شد که بر لزوم جداسازی سیاهان از غیرسیاهان و ایجاد جوامع جداگانه ای که غرور نژادی را ترویج می‌کند، تأکید می‌کرد. ایدئولوژی جدید به فلسفه گروه‌هایی مانند معبد علم مور و "ملت اسلام" تبدیل شد. در سال ۱۹۳۰، والاس فرد محمد، "ملت اسلام" را تأسیس کرد. روش او برای انتشار اطلاعات دربارهٔ "ملت اسلام" از تاکتیک‌های غیر متعارف برای استخدام افراد در دیترویت، میشیگان استفاده کرد. بعدها، الیجا محمد رهبری "ملت اسلام" را بر عهده گرفت و مربی افرادی مانند مالکوم ایکس شد.

### شاهزاده هال
شاهزاده هال یکی از رهبران اجتماعی مهم شهر بوستون پس از جنگ انقلابی بود. او به عنوان بنیانگذار فراماسونری سیاه شناخته شده‌است. زندگی و گذشته او مشخص نیست، اما اعتقاد بر این است که او یک برده سابق بوده که پس از بیست و یک سال بردگی آزاد شده‌است. در سال ۱۷۷۵، پانزده مرد سیاه‌پوست دیگر به همراه هال به لژ فراماسون سربازان بریتانیایی پیوستند، پس از خروج سربازان، آنها لژ آفریقایی شماره ۱ خود را ایجاد کردند. علیرغم قد و قامت آنها، سایر لژهای فراماسون سفید در آمریکا با آنها یکسان رفتار نمی‌کردند و بنابراین هال شروع به کمک به سایر لژهای ماسونی سیاه پوست در سراسر کشور کرد تا به آرمان خود کمک کنند - به عنوان یک جامعه با هم پیشرفت کنند علیرغم مشکلاتی که نژادپرستان برای آنها ایجاد می‌کنند. هال بیشتر به خاطر کمکش به جامعه سیاهپوستان و درخواست‌هایش (که بسیاری رد شدند) به نام ملی‌گرایی سیاه‌پوستان شناخته شد. در سال ۱۷۸۷ او از قانونگذار ماساچوست درخواست کرد تا سیاهان را به آفریقا بازگرداند (برای به دست آوردن آزادی «کامل» از برتری سفیدپوستان). در سال ۱۷۸۸، هال یکی از مشارکت کنندگان شناخته شده در تصویب قانون غیرقانونی بودن تجارت برده و از کسانی بود که در آن نقش داشتند. هال به تلاش‌های خود برای کمک به جامعه خود ادامه داد و در سال ۱۷۹۶ درخواست خود را از بوستون برای تصویب بودجه برای مدارس سیاه پوستان ادامه داد. هال و دیگر سیاه‌پوستان بوستونی خواستار مدارس جداگانه‌ای بودند تا از برتری سفیدپوستان فاصله بگیرند و شهروندان سیاه‌پوست تحصیل‌کرده ایجاد کنند. علیرغم ناتوانی شهر در تهیه ساختمان، هال ساختمان خود را برای اداره مدرسه به امانت داد. تا زمان مرگش در سال ۱۸۰۷، هال به کار برای حقوق سیاهان و به‌طور کلی پیشرفت جامعه سیاهان ادامه داد.

### جامعه آزاد آفریقایی
در سال۱۷۸۷، ریچارد آلن و آبسالوم جونز، وزیران سیاه پوست پنسیلوانیا، انجمن آزاد آفریقایی پنسیلوانیا را تشکیل دادند. هدف این سازمان ایجاد کلیسایی بود که عاری از محدودیت‌های یک مذهب باشد و راه را برای ایجاد عبادتگاهی منحصر به جامعه سیاهان هموار کند. آنها با ایجاد کلیسای اسقفی آفریقایی سنت توماس در سال ۱۷۹۳ در انجام این کار موفق بودند. آلن به دنبال اعتقادات خود مبنی بر اینکه عبادت باید با صدای بلند و صریح باشد، دو سال بعد سازمان را ترک کرد. او بعداً فرصتی یافت تا کشیش کلیسا شود، اما این پیشنهاد را رد کرد و آن را به جونز سپرد. این جامعه خود یک سازمان خیریه به یاد ماندنی بود که به اعضای خود اجازه می‌داد با سایر شرکای تجاری خود ارتباط اجتماعی برقرار کنند و در تلاش برای بهبود جامعه سیاهان باشند. فعالیت‌های آن به عنوان یک رشد انگیزشی برای شهر عمل کرد و الهام بخش بسیاری از جوامع سیاه‌پوست دیگر شد. علاوه بر این، جامعه آزاد آفریقایی به دلیل کمک‌های خود در طول همه‌گیری تب زرد در سال ۱۷۹۳ به خوبی شناخته شد.

### کلیسای اسقفی آفریقایی سنت توماس در فیلادلفیا
کلیسای آفریقایی یا کلیسای اسقفی آفریقایی سنت توماس فیلادلفیا، پنسیلوانیا، در سال ۱۷۹۲ برای کسانی که تبار آفریقایی داشتند، به عنوان یک کلیسای پرورش دهنده تأسیس شد. در آغاز تأسیس کلیسا، جلسات آن در خانه‌ها و مدارس محلی برگزار می‌شد. یکی از بنیانگذاران انجمن آفریقای آزاد، اولین کشیش اسقفی با تبار آفریقایی آمریکایی، آبسالوم جونز بود. خانه اصلی کلیسا در خیابان ۵ ادلفی در فیلادلفیا، محل فعلی سنت جیمز، ساخته شد و در ۱۷ ژوئیه ۱۷۹۴ وقف شد. کلیسا و اعضای آن نقش کلیدی در جنبش ضد برده داری و حقوق برابر در دهه ۱۸۰۰ ایفا کرده‌اند.
سنت توماس از سال ۱۹۶۰ در جنبش حقوق مدنی محلی و ملی از طریق همکاری با انجمن ملی پیشرفت رنگین پوستان (NAACP)، اتحادیه اسقف‌های سیاه پوست، مرکز صنعتی سازی فرصت‌ها (OIC) مشارکت داشته‌است. مهم‌تر از همه، این جنبش در خط مقدم حرکت برای حفظ دانش و ارزش حضور سیاه پوستان در کلیسای اسقفی بوده‌است. امروزه، این سنت با عضویت در تعدادی از وزارتخانه‌ها مانند تشکیلات مسیحی، گروه کر انجیل، گروه جاز، انجمن مردان، جوانان بزرگسالان و وزارتخانه‌های جوانان، مدرسه کلیسا، وزارت بهداشت، وزارت مراقبت، و یک برنامه چوپانی در حال رشد می‌باشد.

## قرن ۲۰

### مارکوس گاروی
مارکوس گاروی مردم آفریقا را در سراسر جهان تشویق کرد تا به نژاد خود افتخار کنند و زیبایی را در نوع خود ببینند. این شکل از ناسیونالیسم سیاه بعدها به عنوان گاروییسم شناخته شد. ایده اصلی گاروییسم این بود که مردم آفریقا در هر بخش از جهان یک مردم هستند و اگر تفاوت‌های فرهنگی و قومی خود را کنار نگذارند و تحت تاریخ مشترک خود متحد نشوند، هرگز پیشرفت نخواهند کرد. او به شدت تحت تأثیر آثار قبلی بوکر تی واشینگتن، مارتین دلانی و هنری مک نیل ترنر قرار گرفت. گاروی از مغناطیس شخصی خود و درک روان‌شناسی سیاهان و «روان‌شناسی مقابله» برای ایجاد جنبشی استفاده کرد که سیاهان بورژوا را برای ذهن و روح آمریکایی‌های آفریقایی‌تبار به چالش کشید. بازگشت مارکوس گاروی به آمریکا به تمایل او برای ملاقات با مردی که بیش از همه الهام بخش او بود، بوکر تی. واشینگتن، مربوط می‌شد، اما گاروی به موقع برای ملاقات با بوکر تی واشینگتن برنگشت. با وجود این، گاروی با تلاش‌های خود به جلو حرکت کرد و دو سال بعد، یک سال پس از مرگ بوکر تی واشینگتن، سازمانی مشابه را در آمریکا تأسیس کرد که به نام انجمن بهبود سیاهپوستان متحد نامیده می‌شود.

### ملت اسلام
والاس دی فرد، «ملت اسلام» را در دهه ۱۹۳۰ تأسیس کرد. والاس دی فرد الیجا محمد را شاگرد خود کرد که بعداً رهبر سازمان شد. اساس این گروه بر این باور بود که مسیحیت منحصراً یک دین سفیدپوست است که در دوران برده‌داری به سیاه‌پوستان تحمیل شده بود و تبلیغ می‌کرد که اسلام دین اصلی سیاه‌پوستان است. الیاس محمد با انحراف از جریان اصلی اسلام، تعلیم داد که والاس دی فرد یک مسیحی است و خود او از طرف خدا فرستاده شده‌است تا سیاهان را برای برتری جهانی و نابودی «شیطان سفید» آماده کند. «ملت اسلام» خودکفایی اقتصادی را برای سیاه پوستان ترویج کرد و به دنبال ایجاد یک ملت سیاه پوست جداگانه در جورجیا، آلاباما و می‌سی‌سی‌پی بود.
اعضای امت اسلام به مسلمانان سیاه پوست معروف هستند. همان‌طور که این گروه بیشتر با شخصیت‌های عمومی مانند مالکوم ایکس به عنوان سخنرانان آن معروف می‌شد، توجه بیگانگان به آن افزایش یافت. در سال ۱۹۵۹، این گروه موضوع مستندی به نام نفرت تولید کرد، شد که توجه منفی رسانه‌ها را به خود جلب کرد. هنگامی که الیاس محمد درگذشت، پسرش واریث به عنوان رهبر سازمان جانشین او شد. او تحت تأثیر خروج مالکوم ایکس، «ملت اسلام» را به اسلام سنی ارتدکس تبدیل کرد و نام این سازمان را به جامعه جهانی اسلام در غرب و بعداً مأموریت مسلمانان آمریکا تغییر داد و در نهایت ناسیونالیسم سیاهان را کنار گذاشت. در سال ۱۹۸۵، محمد رسماً استعفا داد و هیئت مسلمانان آمریکا را منحل کرد و پیروان خود را به سازمان‌های اصلی مسلمان هدایت کرد. چند تن از اعضای سابق «ملت اسلام»، از جمله سیلیاس محمد و برادر الیاس محمد، جان محمد، گرویدن به ارتدکس را رد کردند و دو سازمان جدید را تشکیل دادند که نام اصلی «ملت اسلام» و آموزه‌های الیاس محمد را حفظ کردند.
پس از مالکوم ایکس به عنوان رهبر مسلمانان نیویورک، لوئیس فراخان برجسته‌ترین سخنگوی «ملت اسلام» شد و سومین «ملت اسلام» را در سال ۱۹۷۸ تأسیس کرد. فراخان که تشکیلات خود را با هزاران طرفدار آغاز کرد، شهرت ملی خود را دوباره تثبیت کرد و در نهایت مسجد سابق الیجا محمد در شیکاگو را خریداری کرد تا آن را به عنوان مقر سازمان بازسازی کند. فراخان سازمان را در سطح بین‌المللی گسترش داد و شعبه‌هایی را در انگلستان، فرانسه، غنا و جزایر کارائیب باز کرد، با کشورهای مسلمان خارجی روابط برقرار کرد و با معمر القذافی، دیکتاتور لیبی ارتباط برقرار کرد. او با حمایت از مبارزات انتخاباتی ریاست جمهوری آمریکا در سال ۱۹۸۸ جسی جکسون، و ترویج اصلاحات اجتماعی در جوامع آفریقایی-آمریکایی، شهرت خود را تقویت کرد. پس از یک تجربه نزدیک به مرگ در سال ۲۰۰۰، فراخان به دنبال تقویت روابط با سایر گروه‌های اقلیت نژادی ایالات متحده در نهایت نقش خود را در «ملت اسلام» کاهش داد.
مرکز حقوقی فقر جنوب، «ملت اسلام» را به عنوان گروهی نفرت‌انگیز طبقه‌بندی می‌کند و می‌گوید: «الاهیات آن مبنی بر برتری ذاتی سیاه‌پوستان بر سفیدپوستان و لفاظی‌های عمیقاً نژادپرستانه، یهودی‌ستیزانه و ضد دگرباشان جنسی رهبران آن، موقعیت برجسته‌ای را برای «ملت اسلام» به ارمغان آورده‌استن».

### مالکوم ایکس
بین سال‌های ۱۹۵۳ تا ۱۹۶۴، در حالی که بیشتر رهبران آفریقایی در جنبش حقوق مدنی برای ادغام مردم آفریقایی-آمریکایی در جریان اصلی زندگی آمریکایی کار می‌کردند، مالکوم ایکس از مدافعان مشتاق استقلال سیاه‌پوستان و بازپس‌گیری غرور و مردانگی سیاه‌پوستان بود. او مدعی بود که در ارزش‌های ادعایی فرهنگ غربی- از سنت‌های مذهبی یهودی-مسیحی گرفته تا نهادهای سیاسی و اقتصادی آمریکا - در اقدامات نژادپرستانه آنها، ریاکاری وجود دارد. او اظهار داشت که جدایی‌طلبی و کنترل سیاست و اقتصاد در جامعه خود بهتر از تاکتیک‌های حقوق مدنی به سیاهان خدمت می‌کند. مالکوم ایکس اعلام کرد که خشونت پرهیزی «فلسفه احمق‌ها» است، و برای دستیابی به هر چیزی، آمریکایی‌های آفریقایی‌تبار باید هویت ملی خود را بازیابند، حقوق مشمول متمم دوم قانون اساسی را بپذیرند و از خود در برابر هژمونی سفیدپوستان و خشونت فراقانونی دفاع کنند. مالکوم ایکس در سخنرانی معروف کینگ «رویایی دارم»، با کنایه گفت: «در حالی که کینگ خواب می‌بیند، ما سیاه پوست‌ها در حال دیدن یک کابوس هستیم.»
مالکوم ایکس قبل از زیارت خود به مکه معتقد بود که آمریکایی‌های آفریقایی‌تبار باید جامعه و ارزش‌های اخلاقی خود را توسعه دهند، از جمله شرکت‌های خودیاری و مبتنی بر جامعه، که مسلمانان سیاه‌پوست از آن حمایت می‌کنند. او همچنین فکر می‌کرد که آمریکایی‌های آفریقایی‌تبار باید ادغام یا همکاری با سفیدپوستان را رد کنند تا زمانی که بتوانند به همکاری و اتحاد داخلی دست یابند. او معتقد بود که اگر مشکل نژادپرستی در آمریکا نادیده گرفته شود، «خونریزی خواهد شد» و «سازش» با سفیدپوستان را کنار گذاشت. در آوریل ۱۹۶۴، مالکوم ایکس در یک حج شرکت کرد. مالکوم متوجه شد که باید دیدگاه‌های خود را بازسازی کند و در تغییر دیدگاه‌های خود به جریان اصلی اسلام، چندین عقیده افراطی را رد کرد.
مالکوم ایکس با دیدگاه‌های معتدلی که شامل کنار گذاشتن تعهد خود به جدایی طلبی نژادی بود، از مکه بازگشت. با این حال، او همچنان از ملی‌گرایی سیاه‌پوستان حمایت می‌کرد و از آمریکایی‌های آفریقایی‌تبار در ایالات متحده به‌جای تکیه بر شهروندان قفقازی برای تغییر قوانین حاکم بر جامعه، در کمپین خود برای حقوق بشر برابر، فعالانه عمل کردند. اصول فلسفه جدید مالکوم ایکس در منشور سازمان وحدت آفریقایی-آمریکایی او (یک گروه سکولار پان آفریقایی که الگوی سازمان وحدت آفریقا بود) بیان شده‌است و او الهام بخش برخی از جنبه‌های جنبش پلنگ سیاه آینده است.
در سال ۱۹۶۵، مالکوم ایکس نسبت به ناسیونالیسم سیاه پوستان ابراز احتیاط کرد و گفت: «من مردمی را که انقلابیون واقعی بودند و به هر وسیله ای برای سرنگونی سیستم استثماری تلاش می‌کنند را از خودم مبری می‌کنم؛ بنابراین مجبور شدم تعریف خود از ناسیونالیسم سیاهان را بررسی و تغییر دهم. آیا می‌توانیم راه‌حل مشکلات پیش روی مردم ما را در ناسیونالیسم سیاه خلاصه کنیم؟ و اگر متوجه شده‌اید چند ماه است که از این عبارت استفاده نمی‌کنم.»

### استوکلی کارمایکل
استوکلی کارمایکل در قدرت سیاه ۱۹۶۷ ملی‌گرایی سیاهان را معرفی کرد. او شکوفایی نژاد سیاه در ایالات متحده را وابسته به اجرای حاکمیت سیاهان نشان می‌دهد. بر اساس نظریه او، ناسیونالیسم سیاه‌پوستان در ایالات متحده به سیاه‌پوستان اجازه می‌دهد تا از نظر اجتماعی، اقتصادی و سیاسی به شیوه‌ای قدرتمند شوند که هرگز در تاریخ آمریکا قابل قبول نبوده‌است. یک ملت سیاه‌پوست برای معکوس کردن استثمار نژاد سیاه‌پوستان در آمریکا تلاش می‌کند، همان‌طور که سیاه‌پوستان ذاتاً برای سود بردن از وضعیت خود تلاش می‌کنند. آمریکایی‌های آفریقایی‌تبار در محیطی از اداره کسب و کار، بانک‌ها، دولت، رسانه‌ها و غیره خود عمل می‌کنند. ناسیونالیسم سیاهان مخالف ادغام است و کارمایکل مدعی است ادغام برای جمعیت سیاه پوست مضر است. با ادغام سیاهان با جوامع سفیدپوست، سیستمی را تداوم می‌بخشند که در آن سیاهان نسبت به سفیدپوستان پست‌تر هستند. او معتقد است که سیاه‌پوستان در محیطی که شهروندان درجه دوم هستند به کار خود ادامه می‌دهند و هرگز به برابری شهروندان سفیدپوست نمی‌رسند؛ بنابراین کارمایکل از مفهوم ناسیونالیسم سیاه‌پوست برای ترویج برابری استفاده می‌کند که شروع به از بین بردن نژادپرستی سیستمی می‌کند.

### فرانتس فانون
هنگامی که در فرانسه بود، فرانتس فانون اولین کتاب خود را با عنوان پوست سیاه، نقاب سفید نوشت که تحلیلی از تأثیر استعمار بر روان آفریقایی بود. این کتاب روایتی کاملاً شخصی از تجربه سیاهپوست بودن فانون بود: به عنوان یک مرد، یک روشنفکر، و یکی از طرفداران تحصیلات فرانسوی. اگرچه فانون این کتاب را زمانی که هنوز در فرانسه بود نوشت، بیشتر آثار دیگر او در شمال آفریقا (به ویژه الجزایر) نوشته شد. در این زمان بود که او فیلم دوزخیان روی زمین را تولید کرد که فانون نقش طبقه، نژاد، فرهنگ ملی و خشونت را در مبارزه برای استعمار زدایی تجزیه و تحلیل می‌کرد. در این اثر، فانون دیدگاه‌های خود را در مورد نقش آزادی‌بخش خشونت برای مستعمره‌شدگان و نیز ضرورت کلی خشونت در مبارزه ضد استعماری بیان کرد. هر دو کتاب فانون را در نظر بسیاری از مردم جهان سوم به عنوان یکی از متفکران برجسته ضد استعماری قرن بیستم معرفی کردند. در سال ۱۹۵۹ او مقالات خود را در مورد الجزایر در کتابی به نام استعمار میرا گردآوری کرد.

## قرن ۲۱ ام
پاتریس کالورز، یکی از بنیانگذاران "بنیاد شبکه جهانی زندگی سیاهان اهمیت دارد"، خواستار غرامت‌های نژادی در قالب "بازپرداخت مالی، توزیع مجدد زمین، خودمختاری سیاسی، برنامه‌های آموزشی مرتبط فرهنگی، بازیابی زبان و حق بازگشت شده‌است. (یا بازگرداندن به وطن)" و به کار فرانتس فانون برای "درک زمینه جهانی فعلی برای افراد سیاه پوست در قاره آفریقا و در دیاسپوراهای متعدد اشاره کرد.

## ناسیونالیسم سیاه انقلابی
ناسیونالیسم سیاه انقلابی یک ایدئولوژی است که ناسیونالیسم فرهنگی را با سوسیالیسم علمی ترکیب می‌کند تا به خود مختاری سیاهان دست یابد. طرفداران این ایدئولوژی استدلال می‌کنند که ناسیونالیسم سیاه انقلابی جنبشی است که همه اشکال ستم، از جمله استثمار طبقاتی تحت سرمایه‌داری را رد می‌کند. سازمان‌های ملی‌گرای سیاه‌پوست انقلابی مانند حزب پلنگ سیاه و جنبش اقدام انقلابی نیز مجموعه‌ای از سیاست‌های ضد استعماری را با الهام از نوشته‌های نظریه‌پردازان انقلابی برجسته از جمله فرانتز فانون، مائو تسه‌دونگ و کوامه نکرومه اتخاذ کردند. به قول احمد محمد (معروف به ماکس استنفورد) رئیس میدان ملی جنبش اقدام انقلابی:
ما ملی‌گرایان سیاه‌پوستی انقلابی هستیم، نه بر اساس ایده‌های برتری ملی، بلکه برای عدالت و رهایی همه مردم تحت ستم جهان تلاش می‌کنیم… تا زمانی که سیاه‌پوستان تحت ستم هستند و مردم آفریقا، آسیا و آمریکای لاتین تحت ستم امپریالیسم یانکی و استعمار نو هستند، آزادی وجود ندارد. پس از چهارصد سال ظلم و ستم، متوجه می‌شویم که برده داری، نژادپرستی و امپریالیسم همه به هم مرتبط هستند و آزادی و عدالت برای همه نمی‌تواند به صورت مسالمت آمیز با امپریالیسم وجود داشته باشد.
پروفسور و نویسنده هارولد کروز ناسیونالیسم سیاه انقلابی را پیشرفتی ضروری و منطقی از دیگر ایدئولوژی‌های چپ می‌دانست، زیرا او معتقد بود که چپ‌های غیرسیاه نمی‌توانند به درستی شرایط مادی خاص جامعه سیاهان و دیگر افراد استعمار شده را ارزیابی کنند:
«ناسیونالیسم انقلابی منتظر نبود تا اندیشه مارکسیستی غربی به واقعیت‌های جهان «توسعه‌نشده» برسد… آزادی مستعمرات قبل از انقلاب سوسیالیستی در غرب، مارکسیسم ارتدوکس نیست (اگرچه ممکن است مائوئیسم یا کاسترویسم نامیده شود). تا زمانی که مارکسیست‌های آمریکایی نتوانند با پیامدهای ناسیونالیسم انقلابی چه در خارج و چه در داخل مقابله کنند، به ایفای نقش انقلابیون به صورت نیابتی ادامه خواهند داد.

## در آفریقا
برخی از کشورهای آفریقایی نژاد را در قوانین ملیت و شهروندی خود رمزگذاری می‌کنند. لیبریا و سیرالئون حق شهروندی را به‌طور انحصاری به سیاه پوستان می‌دهند. تقریباً در سال ۱۹۹۲، مالاوی برای داشتن شهروندی حق تولد، نیاز به تولد یک شهروند مالاویایی «از نژاد آفریقایی» داشت. به‌طور مشابه، مالی فقط به کودکان دارای والدین «آفریقایی الاصل» که در این کشور متولد شده بودند، ملیت حق تولد نسبت می‌داد. غنا حق بازگشت را برای افراد آفریقایی‌تبار فراهم می‌کند. غنا اولین کشور آفریقایی است که این سیاست را از طریق قانون مهاجرت۵۷۳ در سال۲۰۰۰ در پاسخ به لابی‌های مهاجران آفریقایی-آمریکایی اعمال کرد. برخی از شرکت‌های خصوصی سفرهای آفریقایی و ردیابی اجداد ژنتیکی با دولت‌های غنا و سیرالئون برای ترویج گردشگری آفریقایی و مهاجرت به آنجا همکاری کرده‌اند.
رابرت موگابه، رئیس‌جمهور و نخست‌وزیر سابق زیمبابوه، تصرف خشونت‌آمیز زمین‌های کشاورزی متعلق به سفیدپوستان را تشویق کرد و اظهار داشت: «مرد سفیدپوست بومی آفریقا نیست. آفریقا برای آفریقایی‌ها است، زیمبابوه برای زیمبابوه است."

## انتقاد
مارتین لوتر کینگ جونیور در نامه‌ای از زندان بیرمنگام، ملی‌گرایی سیاه‌پوستان را با «نفرت و ناامیدی» توصیف کرد و نوشت که حمایت از ناسیونالیسم سیاه‌پوستان «ناگزیر به یک کابوس نژادی ترسناک منجر می‌شود».

نورم آر. آلن جونیور، مدیر سابق آمریکایی‌های آفریقایی‌تبار برای انسان گرایی، ناسیونالیسم سیاه‌پوست را «آمیخته‌ای عجیب از تفکر عمیق و مزخرفات آشکار» می‌نامد.
از یک طرف، ملی گرایان سیاه ارتجاعی (RBNs) از عشق به خود، احترام به خود، پذیرش خود، کمک به خود، غرور، اتحاد و غیره حمایت می‌کنند - بسیار شبیه راست گرایان که «ارزش‌های سنتی خانواده» را ترویج می‌کنند. اما - همچنین مانند راست گرایان مقدس تر - ملی گرایان سیاه ارتجاعی‌ها تعصب، عدم مدارا، نفرت، تبعیض جنسی، همجنس‌گرا هراسی، یهودی‌ستیزی، شبه علم، غیرمنطقی، رویزیونیسم تاریخی جزمی، خشونت و غیره را ترویج می‌کنند.
توند آدلکه، استاد تاریخ نیجریه‌ای‌تبار و مدیر برنامه مطالعات آفریقایی آمریکایی در دانشگاه مونتانا، در کتاب خود آمریکایی‌های غیر آفریقایی: ملی‌گرایان سیاه‌پوست قرن نوزدهم و مأموریت تمدن‌سازی استدلال می‌کند که ناسیونالیسم آفریقایی-آمریکایی قرن نوزدهم نژادپرست را تجسم می‌دهد. و ارزش‌های پدرانه فرهنگ اروپایی-آمریکایی و اینکه برنامه‌های ناسیونالیستی سیاه‌پوستان برای منافع فوری آفریقایی‌ها طراحی نشده‌اند، بلکه برای افزایش ثروت خودشان طراحی شده‌اند.
فمینیست‌های سیاهپوست در ایالات متحده، مانند باربارا اسمیت، تونی کید بامبارا، و فرانسیس بیل نیز انتقادهای مستمری را از برخی رشته‌های ملی‌گرایی سیاه پوستان، به ویژه برنامه‌های سیاسی مورد حمایت ناسیونالیست‌های فرهنگی، مطرح کرده‌اند. ملی‌گرایان فرهنگی سیاه‌پوست زنان سیاه‌پوست را تنها در نقش غیرقانونی سنتی شخصیت ایده‌آل‌شده همسر-مادر تصور می‌کردند. پاتریشیا هیل کالینز از تصور محدود زنان سیاه‌پوست در پروژه‌های ملی‌گرایانه فرهنگی انتقاد می‌کند و می‌نویسد که زنان سیاه‌پوست «جایگاه خاصی در تلاش‌های ملی‌گرای فرهنگی سیاه‌پوستان برای بازسازی فرهنگ اصیل سیاه‌پوستان، بازسازی هویت سیاه‌پوستان، تقویت همبستگی نژادی، و ایجاد اخلاق خدمت به سیاه‌پوستان به خود اختصاص دادند. جامعه سیاه پوستان." نمونه اصلی زنان سیاه‌پوست به عنوان تنها همسر و مادر دگرجنس‌گرا را می‌توان در فلسفه و رویه‌ای به نام کاوایدا که توسط سازمان ایالات متحده اعمال می‌شود، یافت. مولانا کارنگا در سال ۱۹۶۵ فلسفه سیاسی کوایده را پایه‌گذاری کرد. دکترین آن نقش‌های متمایز را بین مردان و زنان سیاه پوست تجویز می‌کرد. به‌طور خاص، نقش زن سیاه پوست به عنوان «زن آفریقایی» «الهام بخشیدن به مردش، آموزش فرزندانش و مشارکت در توسعه اجتماعی» بود. اشلی فارمر، تاریخ‌نگار تاریخ زنان سیاه‌پوست و سیاست‌های رادیکال، تاریخ جامع‌تری از مقاومت زنان سیاه‌پوست در برابر تبعیض جنسی و مردسالاری در سازمان‌های ملی‌گرای سیاه‌پوست را ثبت می‌کند و بسیاری از انجمن‌های عصر قدرت سیاه‌پوستان را به حمایت از برابری جنسیتی سوق می‌دهد.